# Dortmunder Hellwegtal
Das Dortmunder Hellwegtal ist eine Talsenke, die sich in Westfalen, unmittelbar nördlich des Hellwegs, vom Nordosten Unnas (Kreis Unna), westlich der Linie Mühlhausen–Lünern, nach Westen und Südsüdwesten bis zur nördlichen Kernstadt Dortmunds am Hafen zieht, wo er fließend ins Emschertal übergeht. 
Die quer zu den in nördliche Richtungen verlaufenden Nebenbächen der Seseke bzw. des Körnebachs verlaufende, in Nord-Süd-Richtung recht schmale Senke wird naturräumlich den Unterbörden der Hellwegbörden zugerechnet, unterscheidet sich jedoch von deren anderen Teillandschaften merklich. Der flachgründige Boden ist zwar durchaus lösshaltig, neigt jedoch zu Verdichtung und Staunässe, weshalb er, von der schon länger besiedelten Nordstadt Dortmunds im Westen abgesehen, historisch vorwiegend als Grünland genutzt wurde.

## Besiedelung
Deutlich besiedelt ist heute der Osten der Senke nur im Norden Unnas, insbesondere im Ortsteil Königsborn, und ihr Zentrum im Süden der Dortmunder Stadtteile Husen und Kurl um die alte Siedlung Fleier sowie im äußersten Norden von Asseln. 
Erst der Westen ist von den Stadtteilen Scharnhorst-Ost und Alt-Scharnhorst nebst dem Norden von Brackel und Wambel über das Gebiet des Hauptbahnhofs bis zum Norden der Kernstadt durchgängig städtisch besiedelt.

## Benachbarte Naturräume
Folgende Naturräume grenzen an das Dortmunder Hellwegtal (alle gehören, soweit nicht anders dokumentiert, zur Haupteinheit Hellwegbörden):
- Derner Höhe (westlicher Norden)
- Kamener Flachwellenland (Norden bis nördlicher Osten)
- Werl-Unnaer Börde (südlicher Osten bis Südosten)
- Dortmunder Rücken (Süden bis Südwesten)
- Emschertal (Westen) - Emscherland